# Carlos Pitta
Carlos Pitta (Feira de Santana, 3 de março de 1955 – Salvador, 7 de janeiro de 2025) foi pesquisador, cantor e compositor.

## Carreira
Estreou como profissional em 1979, com o disco "Águas do São Francisco - Lendas". No ano de 1982 lançou o disco "Coração de índio", pela Gravadora Continental, esse trabalho foi em parceria com o José Carlos Capinan, incluindo músicas de Gilberto Gil e Edu Lobo. Em 1984, lançou o disco "Brisa", através do Selo Independente Studio de Invenções com a participação de outros músicos. Em parcerias com a poetisa Myriam Fraga e o artista plástico Calasans Neto, lançou o disco "A lenda do pássaro que roubou o fogo", no ano de 1986, o disco teve o arranjo de Lindenberg Cardoso e apresentação do escritor Jorge Amado. Em 1988, lança o disco "Feliz" assim fazendo um grande sucesso com a música "Cometa Mambembe", nesse disco teve a participação de Carlinhos Brown e Dominguinhos. Em 1990, lançou o disco "Tapete Mágico" pelo Selo Stalo - Poligran. Em 1992, regravou a música "Adeus Mariana", do sanfoneiro gaúcho Pedro Raimundo, no disco "Sete Luas". Em 1994, lança o "Dias de Luz", o primeiro lançamento em CD. Em 1996, lançou "Dançando Forró", com músicas autorais e de Luiz Gonzaga e Jackson do Pandeiro.
Teve músicas autorais gravadas por vários outros artistas consagrados no cenário nacional, foi gravada por Elba Ramalho, Daniela Mercury, Alcione, dentre outros. Teve músicas em trilha sonora do filme "Boi Aruá", filme dirigido por Chico Liberato, filme com o elenco de Tuna Espinheira, Ricardo Xavier, Elomar, Antonio Cassiano, Celso Campinho e Alba Liberato; também teve músicas na trilha sonora do filme "Ciganos do Nordeste", filme dirigido por Olney São Paulo. Foram mais de 16 álbuns lançados, em 40 anos de estrada, dividindo o palco com Gilberto Gil, Dominguinhos, Daniela Mercury, Caetano Veloso, Elba Ramalho, Margareth Menezes, Geraldo Azevedo, Belchior, Fagner, Edil Pacheco, Armandinho e Dodô e Osmar. Também participou de grandes festivais mundiais de jazz, participou do Montreaux, na Suíça e do Tübingen, na Alemanha.

## Formação
É formado em Composição e Regência, pela Universidade Federal da Bahia, em 1975.

## Falecimento
Faleceu em 07 de janeiro de 2025, no Hospital Geral Roberto Santos, em Salvador, devido a complicações ligadas ao diabetes. Carlos Pitta foi cremado no dia 8 de janeiro, às 10h.

## Ligações externa
- Adolfo Menezes se solidariza com família enlutada e fãs do artista feirense